# Рахманин, Владимир Олегович
Влади́мир Оле́гович Рахма́нин (род. 24 мая 1958 года) — российский дипломат.

## Биография
Защитил диплом по специальности «Международные отношения» в МГИМО в 1980 году. Владеет русским, английским и китайским языками.
- В 1980—1982 годах — атташе Первого Дальневосточного отдела Министерства иностранных дел СССР.
- В 1982—1983 годах — третий секретарь Посольства СССР в Китайской Народной Республике.
- В 1983—1986 годах — третий секретарь Посольства СССР в США.
- В 1986—1992 годах — руководитель секретариата заместителя министра иностранных дел СССР (Азиатско-тихоокеанский регион).
- В 1992—1996 годах — советник Посольства Российской Федерации в США.
- В 1996—1998 годах — заместитель директора Первого департамента Азии МИД РФ (отношения с Китаем, Республикой Корея, КНДР, вопросы безопасности в Северо-Восточной Азии).
- В 1998—2000 годах — директор Департамента информации и печати МИД РФ.
- В 2000—2002 годах — руководитель протокола президента Российской Федерации.
- С 29 декабря 2001 по 20 октября 2006 года — чрезвычайный и полномочный посол Российской Федерации в Ирландии[1].
- В 2007—2008 годах — посол по особым поручениям МИД РФ. В этом качестве председательствовал в Рабочей группе по механизму мира и безопасности в Северо-восточной Азии Шестисторонних переговоров по урегулированию ядерной проблемы Корейского полуострова.
- В 2008—2013 годах — заместитель генерального секретаря Энергетической Хартии в Брюсселе.
- С января 2014 — заместитель генерального директора, региональный представитель продовольственной и сельскохозяйственной организации ООН по Европе и Центральной Азии (Будапешт).

## Дипломатический ранг и классный чин
- Чрезвычайный и полномочный посланник 2 класса (12 сентября 1997)[2].
- Действительный государственный советник Российской Федерации 1 класса (19 февраля 2000)[3].

## Семья
Женат, имеет двух сыновей и дочь.